# Suicide Squad
Pour le film, voir Suicide Squad (film).
 (juillet 2017).
Si vous disposez d'ouvrages ou d'articles de référence ou si vous connaissez des sites web de qualité traitant du thème abordé ici, merci de compléter l'article en donnant les références utiles à sa vérifiabilité et en les liant à la section « Notes et références ».
Suicide Squad (L'Escadron Suicide) est une équipe de super-vilains appartenant à l'univers DC Comics. Elle est apparue pour la première fois en 1959 dans The Brave and the Bold #25. À partir de 1987, Suicide Squad possède sa propre bande dessinée. L'équipe Task Force X est créée en 1986 par John Ostrander.

## Éditorial
Suicide Squad est un mensuel vol. 1 à partir de mai 1987 jusqu'en juin 1992 (66 numéros), Vol. 2 de novembre 2001 à octobre 2002 (12 numéros).
Depuis 2012 et l'évènement Flashpoint qui modifia à jamais l'univers DC, la Suicide Squad fait l'objet d'un mensuel et de deux volumes regroupant ces mensuels qui ont pour scénariste Adam Glass.

## Synopsis
La première version de l'Escadron Suicide fut créée durant la Seconde Guerre mondiale sous le nom de "Task Force S". Dirigée par Rick Flag, Sr, elle était composée uniquement de soldats en disgrâce et surnommée ainsi à cause de leur haut taux de mortalité et de leurs missions à haut risque.
Une seconde version sera alors mise en place par le président Truman et appelée cette fois ci "Task Force X", dirigée par Rick Flag, Jr. et  composée de personnes ayant vécu de lourds événements et prêts à se sacrifier pour les autres.
Amanda Waller découvre des années plus tard des dossiers sur la Task Force X et décide cette fois de la composer des plus grands criminels de l'univers DC incarcérés à la prison de Belle Reve, Iron Heights ou Blackgate (selon les adaptations) dont certains disposent d'aptitudes et de pouvoirs surnaturels. Ils sont envoyés sur des missions jugées trop dangereuses pour l'armée américaine, considérées comme des missions suicides. La Task Force X suit les ordres d'Amanda Waller qui a le pouvoir de faire exploser leur tête grâce à des nano-bombes implantées dans leurs nuques. Si les missions sont réussies, les membres de l'équipe obtiennent des remises de peine. Le grand public ne doit pas être informé de l'existence de la Suicide Squad et, si une mission échoue, les membres concernés seront tenus pour responsable aux yeux de la population en servant de bouc émissaire pour le gouvernement. La "Task Force X" est rebaptisée par différents membres selon les comics en Escadron Suicide, la "Suicide Squad".
À noter que, à la suite du reboot « New 52 », les versions précédentes à celles de Amanda Waller furent effacées, l'Escadron étant dès le départ formé de criminels.

## Membres
Équipe dans The Brave and the Bold en 1959
- Jess (Jeff) Bright
- Dr. Hugh Evans
- Rick Flag, Jr.
- Karin Grace

Équipe dans Suicide Squad "Secret Origins" en 1987
- Ace High
- Beast
- Blowhard
- Gyp
- Jeb Stuart
- Lawless
- Nickels
- Rick Flag, Sr.
- Shiv

Équipe dans Suicide Squad "Task Force X" avec plusieurs missions
- Rick Flag
- Amanda Waller
- Captain Boomerang
- Bronze Tiger
- Ravan
- Nightshade
- Deadshot
- Raza Kattuah
- Multiplex
- Count Vertigo
- Général Wade Eiling
- Windfall
- Vixen
- Shade, the Changing Man
- Poison Ivy
- Barbara Gordon
- Nemesis
- Major Victory
- Javelin
- Enchanteresse
- Lashina
- Dr. Light
- Captain Cold
- Black Orchid
- Black Adam
- Karin Grace
- Plastique
- Le Roi du Temps (Clock King)

Équipe dans Suicide Squad "Task Force X" avec une seule mission
- Air Wave
- Blockbuster
- Bolt (DC Comics)
- Deadline (DC Comics)
- Silver Swan
- Sportsmaster
- Shrapnel
- Firehawk
- Manhunter

Sgt. Rock's Suicide Squad
- Amanda Waller
- Havana
- Blackstarr
- Deadshot
- Louise Lincoln (Killer Frost)
- Major Disaster

Équipe Suicide Squad New 52
- Deadshot
- Harley Quinn
- King Shark
- Black Spider (en)
- El Diablo
- Savant (en)
- Voltaic
- Captain Boomerang
- Yo-Yo
- Lime
- Light (exécutée par Amanda Waller)
- Iceberg
- The Unknown Soldier
- Jim Gordon jr.
- Cheetah
- Kamo
- Black Manta

Équipe New Suicide Squad (New 52)
- Deadshot
- Harley Quinn
- Black Manta
- Deathstroke
- La fille du Joker
- Captain Boomerang
- Reverse Flash (Daniel West)
- Man-Bat ninja 1
- Man-Bat ninja 2
- Man-Bat ninja 3
- Parasite

Équipe Suicide Squad "(2016)"
- Rick Flag
- Deadshot
- Harley Quinn
- El Diablo
- Killer Croc
- Captain Boomerang
- Katana
- Enchanteresse
- Slipknot

Équipe The Suicide Squad "(2021)"
- Bloodsport
- Harley Quinn
- Peacemaker
- Rick Flag Jr.
- Ratcatcher II
- King Shark
- Polka-Dot Man
- Captain Boomerang
- Javelin
- T.D.K
- Blackguard
- Mongal
- Weasel

## Ennemi
- Batman
- L'Enchanteresse
- Starro

## Autres médias

### Séries télévisées
- La Ligue des justiciers (épisode "Unité Spéciale X") : La Task Force X est créée et dirigée par Amanda Waller dans le cadre du Projet Cadmus afin d'infiltrer la Tour de Guet de la Ligue des Justiciers pour dérober une arme surpuissante que le gouvernement pourrait utiliser contre les héros si jamais ces derniers devaient devenir une menace. L'équipe est composée de Rick Flag, Deadshot, Captain Boomerang, Plastique et le Roi du Temps.
- Smallville : Plastique, un personnage qui a fait partie de la Suicide Squad, apparaît deux fois dans la saison 8. La Suicide Squad en question apparaît dans 3 autres épisodes dans la saison 9 : "Absolute Justice", "Checkmate" & "Sacrifice". Le rôle d'Amanda Waller y est joué par Pam Grier.
- Dans l'épisode Tremors de la saison 2 d'Arrow, Amanda Waller recrute Bronze Tiger après son incarcération dans la prison d'Iron Heights. Elle mentionne la formation de la Suicide Squad, sans toutefois la nommer. Puis deux épisodes plus tard, la Suicide Squad, constituée de Bronze Tiger, Deadshot et Shrapnel, doit mettre la main sur une neurotoxine. La Task Force X revient dans la saison 3 pour sauver un Sénateur des États-Unis.
- La Task Force X, sous les ordres d'Amanda Waller, apparaît dans la saison 3 de la série animée La Ligue des justiciers : Nouvelle Génération. L'équipe apparaît d'abord dans l'épisode Marge de Manœuvre et est composée de Black Manta, Captain Boomerang et Monsieur Mallah. Ils mentionnent aussi l'existence de Flagg. Dans l'épisode audio The Prize, Brick et Tuppence Terror ont intégré l'équipe[1].

### Films
- Amanda Waller, qui est à la tête de l'ARGUS, apparaît dans Superman/Batman : Ennemis publics. Elle y est doublée par CCH Pounder (VF : Dorothée Jemma).
- Waller apparait également dans le film Green Lantern, interprétée par Angela Bassett.
- Un film Suicide Squad a été annoncé par Warner Bros, réalisé par David Ayer. Il est sorti le 3 août 2016. Le personnage d'Amanda Waller y est interprété par Viola Davis. L'équipe est composée de Deadshot, Harley Quinn, Captain Boomerang, Killer Croc, El Diablo, l'Enchanteresse, Katana et Slipknot.
- La Suicide Squad est au cœur du film d'animation Batman : Assaut sur Arkham (2014). Les membres de l'équipe sont : Deadshot, Captain Boomerang, Harley Quinn, Killer Frost, King Shark, Black Spider et KGBeast (qui meurt au début car ayant refusé de coopérer).
- La Suicide Squad revient dans le second film d'animation lui étant consacré: Suicide Squad: Hell to Pay. Ses membres sont: Deadshot, Bronze Tiger, Harley Quinn, Copperhead, Killer Frost et Captain Boomerang. Au début du film, Deadshot exécute une mission avec Black Manta, le Comte Vertigo (tué par Waller pour avoir tenté de la trahir), Jewelee (tuée par Deadshot) et Punch (doublé et tué par son amante Jewelee)[2].
- La Suicide Squad fait une nouvelle apparition dans le film d'animation Justice League Dark: Apokolips War. Elle est, cette fois-ci, composée de Harley Quinn (qui dirige l'équipe depuis le décès d'Amanda Waller), Captain Boomerang, King Shark, Black Manta, Bane et Cheetah.
- Un nouveau film (suite/reboot du premier) nommé The Suicide Squad, réalisé par James Gunn, sortie le 28 juillet 2021 en France. On y retrouve une partie du casting du film de 2016 mais également de nouvelles têtes et des nouveaux personnages.

### Jeux vidéo
- En juillet 2010, Geoff Johns annonce un jeu vidéo en développement sur la Suicide Squad.
- À la fin du jeu Batman: Arkham Origins, Amanda Waller se rend à la prison de Blackgate pour recruter Deathstroke pour la Suicide Squad.
- Dans le jeu Batman: Arkham Origins Blackgate, Amanda Waller observe Bronze Tiger, Deadshot et Catwoman pour les recruter dans l'Escadron Suicide.
- Rocksteady studio a teasé leur prochain jeu suicide squad le 7 août sur twitter et celui-ci sera officialisé le 22 août 2020 à l'occasion de l’événement DC FanDome[3].